# Новоподиково
Новопо́диково — посёлок в Кемеровском районе Кемеровской области. Входит в состав Щегловского сельского поселения.

## География
Новоподиково расположено в 30 км к северу от города Кемерово (по шоссе — около 42 км) на правом берегу реки Большая Подикова (приток Томи). Ближайший населённый пункт — деревня Усть-Хмелевка в 6 км южнее и ниже по реке. Центральная часть населённого пункта расположена на высоте 161 метров над уровнем моря.

## Население
По данным Всероссийской переписи населения 2010 года, в посёлке Новоподиково проживает 114 человек (67 мужчин, 47 женщин).
В 2020 году в посёлке проживают 45 человек.

## Улицы
- Пер. Луговой[6]